# 1701 у літературі

## Книги
- «Міркування щодо протистояння та розбіжностей між знаттю та громадами в Афінах і Римі» (англ. A Discourse of the Contests and Dissensions Between the Nobles and the Commons in Athens and Rome) — твір Джонатана Свіфта.

### Поезія
- «Чистокровний англієць» (англ. The True-Born Englishman) — сатирична поема Данієля Дефо.

## Народились
- 1 січня — Васи́ль Григоро́вич-Ба́рський, український православний письменник та мандрівник.
- 12 березня — Йоганн Фрідріх Котта[de], німецький богослов.

## Померли
- 2 червня — Мадлен де Скюдері, французька письменниця, представниця преціозної літератури.
- 1 серпня — Ян-Хризостом Пасек, польський письменник-мемуарист.